# Torneo Clausura 2015 Liga de Nuevos Talentos
El Torneo Clausura 2015 de la Liga de Nuevos Talentos fue el 36° torneo corto que cerró la LXV temporada de la Segunda División. Contó con la participación de 28 equipos, al término del torneo sí hubo descenso a la Tercera División de México. Tigres Sahuayo, campeón de este torneo, se enfrentó a Mineros de Fresnillo, campeón del Torneo Apertura 2014, en la final por el ascenso.

## Sistema de competición
El sistema de competición de este torneo se desarrolla en dos fases:
- Fase de calificación: que se integra por las 15 jornadas del torneo.
- Fase final: que se integra por los partidos de ida y vuelta en rondas de cuartos de final, de semifinal y final.

### Fase de calificación
En la fase de calificación se observará el sistema de puntos. La ubicación en la tabla general está sujeta a lo siguiente:
- Por juego ganado se obtendrán tres puntos.
- Por juego empatado se obtendrá un punto. (se juegan en penales el punto extra)
- Por juego perdido no se otorgan puntos.

En esta fase participan los 27 Clubes de la Liga de Nuevos Talentos jugando en cada grupo todos contra todos durante las jornadas respectivas, a un solo partido.
El orden de los clubes al final de la Fase de Calificación del torneo corresponderá a la suma de los puntos obtenidos por cada uno de ellos y se presentará en forma descendente. Si al finalizar las 15 jornadas del torneo, dos o más clubes estuviesen empatados en puntos, su posición en la Tabla general será determinada atendiendo a los siguientes criterios de desempate:
1. Mejor diferencia entre los goles anotados y recibidos.
2. Mayor número de goles anotados.
3. Marcadores particulares entre los Clubes empatados.
4. Mayor número de goles anotados como visitante.
5. Mejor ubicado en la Tabla general de cociente.
6. Tabla Fair Play.
7. Sorteo.

Para determinar los lugares que ocuparán los Clubes que participen en la Fase final del Torneo se tomará como base la Tabla general de clasificación.
Participan automáticamente por el título de Campeón de la Liga de Nuevos Talentos los primeros 4 lugares de cada grupo (8 en total), los siguientes 4 de cada grupo participarán en el torneo de Copa de la Liga de Nuevos Talentos.

### Fase final
Los ocho clubes calificados para esta fase del torneo serán reubicados de acuerdo con el lugar que ocupen en la Tabla general al término de la jornada 15, con el puesto del número uno al club mejor clasificado, y así hasta el # 8. Los partidos a esta Fase se desarrollarán a visita, en las siguientes etapas:
- Cuartos de final
- Semifinales
- Final

Los clubes vencedores en los partidos de cuartos de final y semifinal serán aquellos que en los dos juegos anoten el mayor número de goles. De existir empate en el número de goles anotados, la posición se definirá a favor del club con mayor cantidad de goles a favor cuando actúe como visitante.
Si una vez aplicado el criterio anterior los clubes siguieran empatados, se observará la posición de los clubes en la Tabla general de clasificación.
Los partidos correspondientes a la fase final se jugarán obligatoriamente los días miércoles y sábado, y jueves y domingo eligiendo, en su caso, exclusivamente en forma descendente, los cuatro Clubes mejor clasificados en la Tabla general al término de la jornada 15, el día y horario de su partido como local. Los siguientes cuatro Clubes podrán elegir únicamente el horario.
El Club vencedor de la Final y por lo tanto Campeón, será aquel que en los dos partidos anote el mayor número de goles. Si al término del tiempo reglamentario el partido está empatado, se agregarán dos tiempos extras de 15 minutos cada uno. De persistir el empate en estos periodos, se procederá a lanzar tiros penales hasta que resulte un vencedor.
Los partidos de Cuartos de final se jugarán de la siguiente manera:
En las Semifinales participarán los cuatro Clubes vencedores de Cuartos de final, reubicándolos del uno al cuatro, de acuerdo a su mejor posición en la Tabla general de clasificación al término de la jornada 15 del Torneo correspondiente, enfrentándose:
Disputarán el título de Campeón de los Torneos de Apertura 2013 y Clausura 2014 los dos clubes vencedores de la fase semifinal correspondiente, reubicándolos del uno al dos, de acuerdo a su mejor posición en la Tabla general de clasificación al término de las jornadas de cada torneo.

## Equipos participantes
| Entidad Federativa | N.º | Equipos                                                              |
| ------------------ | --- | -------------------------------------------------------------------- |
| Michoacán          | 5   | La Piedad, Real Zamora, Sahuayo, Zitácuaro y Zorros de la UMSNH      |
| Hidalgo            | 3   | Alto Rendimiento Tuzo, Centro Universitario del Fútbol y Garzas UAEH |
| Jalisco            | 3   | Académicos, Chivas Rayadas y Deportivo San Juan                      |
| Ciudad de México   | 2   | América Coapa y Pumas Naucalpan                                      |
| Morelos            | 2   | Cuautla y Selva Cañera                                               |
| Tamaulipas         | 2   | Correcaminos "B" y Topos de Reynosa                                  |
| Aguascalientes     | 1   | Necaxa "B"                                                           |
| Campeche           | 1   | Cañoneros                                                            |
| Durango            | 1   | Calor                                                                |
| Estado de México   | 1   | Deportivo Chimalhuacán                                               |
| Guanajuato         | 1   | Celaya "B"                                                           |
| Nuevo León         | 1   | Cachorros UANL                                                       |
| Oaxaca             | 1   | Alebrijes "B"                                                        |
| Puebla             | 1   | Lobos Prepa                                                          |
| San Luis Potosí    | 1   | Atlético San Luis "B"                                                |
| Veracruz           | 1   | Patriotas                                                            |
| Zacatecas          | 1   | Fresnillo                                                            |

### Grupo 1
| #  | Equipo                          | Entrenador         | Estadio                                     | Ciudad                         |
| -- | ------------------------------- | ------------------ | ------------------------------------------- | ------------------------------ |
| 1  | Alebrijes de Oaxaca "B"         | Horacio Moreno     | Benito Juárez                               | Oaxaca, Oaxaca                 |
| 2  | Alto Rendimiento Tuzo           | Silvio Rudman      | Universidad del Fútbol                      | San Agustín Tlaxiaca, Hidalgo  |
| 3  | América Coapa                   | Pablo Luna         | Instalaciones del Club América Cancha No. 2 | México, D. F.                  |
| 4  | Cañoneros                       | Francisco Payás    | Universitario                               | Campeche, Campeche             |
| 5  | Centro Universitario del Fútbol | Roberto Montoya    | Universidad del Fútbol Cancha 3             | San Agustín Tlaxiaca, Hidalgo  |
| 6  | Cuautla                         | Héctor Vidal       | Isidro Gil Tapia                            | Cuautla, Morelos               |
| 7  | Deportivo Nuevo Chimalhuacán    | Víctor Hugo Macedo | Tepalcates                                  | Chimalhuacán, Estado de México |
| 8  | Lobos Prepa                     | Walter Paolella    | Olímpico de la BUAP                         | Puebla, Puebla                 |
| 9  | Patriotas de Córdoba            | Ignacio Morales    | Universidad Cristóbal Colón                 | Córdoba, Veracruz              |
| 10 | Pumas Naucalpan                 | Christian Ramírez  | La Cantera                                  | México, D. F.                  |
| 11 | Selva Cañera                    | Mario Hernández    | Agustín Coruco Díaz                         | Zacatepec, Morelos             |
| 12 | Garzas UAEH                     | Gabriel Cruz       | Revolución Mexicana                         | Pachuca, Hidalgo               |
| 13 | Zorros U.M.S.N.H                | César Salazar      | Ciudad Universitaria de Morelia             | Morelia, Michoacán             |
| 14 | Zitácuaro                       | Roberto Rocha      | Ignacio López Rayón                         | Zitácuaro, Michoacán           |

### Grupo 2
| #  | Equipo                | Entrenador              | Estadio                           | Ciudad                           |
| -- | --------------------- | ----------------------- | --------------------------------- | -------------------------------- |
| 1  | Académicos de Atlas   | Guadalupe Ramos         | CECAF                             | El Salto, Jalisco                |
| 2  | Atlético San Luis "B" | Juan Manuel Gónzalez    | Alfonso Lastras Ramírez           | San Luis Potosí, San Luis Potosí |
| 3  | Cachorros UANL        | Reynaldo Lima           | Instalaciones de Zuazua #2        | Zuazua, Nuevo León               |
| 4  | Club Calor            | Ricardo López           | Unidad Deportiva Gómez Palacio    | Gómez Palacio, Durango           |
| 5  | Celaya "B"            | Rafael Bautista         | Miguel Alemán Valdés              | Soria, Guanajuato                |
| 6  | Chivas Rayadas        | Jose de Jesus Rodríguez | Verde Valle                       | Zapopan, Jalisco                 |
| 7  | Deportivo San Juan    | Adán Sahagún            | El Llanito                        | San Juan de los Lagos, Jalisco   |
| 8  | La Piedad             | Gerardo Ávila           | Juan N. López                     | La Piedad, Michoacán             |
| 9  | Mineros de Fresnillo  | Rubén Hernández         | Unidad Deportiva Minera Fresnillo | Fresnillo, Zacatecas             |
| 10 | Necaxa "B"            | Hugo Félix Saucedo      | Casa Club Necaxa                  | Aguascalientes, Aguascalientes   |
| 11 | Real Zamora           | Víctor Morales          | Unidad Deportiva El Chamizal      | Zamora, Michoacán                |
| 12 | Sahuayo FC            | Carlos Torres           | Unidad Deportiva Municipal        | Sahuayo, Michoacán               |
| 13 | Topos de Reynosa      | Mario Trejo Guzmán      | Unidad Deportiva Solidaridad      | Reynosa, Tamaulipas              |
| 14 | Correcaminos UAT "B"  | Ricardo Chávez Medrano  | Eugenio Alvizo Porras             | Ciudad Victoria, Tamaulipas      |

## Tabla general
| Pos. | Equipo                          | Pts. | PJ | G | E | P | GF | GC | Dif. | Clasificación               |
| ---- | ------------------------------- | ---- | -- | - | - | - | -- | -- | ---- | --------------------------- |
| 1    | Atlético San Luis "B"           | 31   | 13 | 8 | 5 | 0 | 23 | 7  | +16  | Liguilla de liga            |
| 2    | Alto Rendimiento Tuzo           | 29   | 13 | 8 | 3 | 2 | 31 | 13 | +18  | Liguilla de copa            |
| 3    | América Coapa                   | 28   | 13 | 8 | 1 | 4 | 23 | 10 | +13  | Liguilla de copa            |
| 4    | Lobos Prepa                     | 27   | 13 | 8 | 1 | 4 | 29 | 21 | +8   | Liguilla de copa            |
| 5    | Cachorros UANL                  | 26   | 13 | 6 | 5 | 2 | 19 | 10 | +9   | Liguilla de copa            |
| 6    | Selva Cañera                    | 25   | 13 | 7 | 3 | 3 | 31 | 18 | +13  | Liguilla de liga            |
| 7    | La Piedad                       | 24   | 12 | 7 | 3 | 2 | 15 | 10 | +5   | Liguilla de liga            |
| 8    | Sahuayo                         | 24   | 13 | 7 | 2 | 4 | 15 | 13 | +2   | Liguilla de liga            |
| 9    | Patriotas de Córdoba            | 24   | 13 | 7 | 3 | 3 | 13 | 16 | −3   | Liguilla de liga            |
| 10   | Real Zamora                     | 23   | 13 | 5 | 7 | 1 | 19 | 11 | +8   | Liguilla de liga            |
| 11   | Cuautla                         | 23   | 13 | 6 | 4 | 3 | 19 | 12 | +7   | Liguilla de liga            |
| 12   | Chivas Rayadas                  | 22   | 13 | 6 | 4 | 3 | 17 | 14 | +3   | Liguilla de copa            |
| 13   | Cañoneros de Campeche           | 21   | 13 | 6 | 3 | 4 | 17 | 17 | 0    | Liguilla de liga            |
| 14   | Mineros de Fresnillo            | 18   | 13 | 4 | 4 | 5 | 21 | 20 | +1   | Liguilla de copa            |
| 15   | Deportivo Nuevo Chimalhuacán    | 18   | 13 | 3 | 6 | 4 | 19 | 18 | +1   | Liguilla de copa            |
| 16   | Necaxa "B"                      | 16   | 12 | 4 | 4 | 4 | 18 | 15 | +3   | Liguilla de copa            |
| 17   | Pumas Naucalpan                 | 16   | 13 | 3 | 5 | 5 | 19 | 21 | −2   |                             |
| 18   | Calor                           | 14   | 13 | 4 | 2 | 7 | 18 | 24 | −6   |                             |
| 19   | Universidad Autónoma de Hidalgo | 13   | 13 | 4 | 0 | 9 | 18 | 23 | −5   |                             |
| 20   | Universidad Michoacana          | 13   | 13 | 3 | 3 | 7 | 16 | 24 | −8   |                             |
| 21   | Correcaminos UAT "B"            | 13   | 13 | 3 | 4 | 6 | 13 | 22 | −9   |                             |
| 22   | Académicos                      | 12   | 13 | 2 | 6 | 5 | 10 | 13 | −3   |                             |
| 23   | Deportivo San Juan              | 12   | 13 | 3 | 2 | 8 | 15 | 26 | −11  |                             |
| 24   | Alebrijes de Oaxaca "B"         | 12   | 13 | 2 | 5 | 6 | 13 | 31 | −18  |                             |
| 25   | Celaya B                        | 11   | 13 | 3 | 2 | 8 | 15 | 20 | −5   |                             |
| 26   | Zitácuaro                       | 11   | 13 | 3 | 2 | 8 | 15 | 27 | −12  | Descenso a Tercera División |
| 27   | Centro Universitario del Fútbol | 10   | 13 | 2 | 3 | 8 | 14 | 26 | −12  |                             |
| 28   | Topos de Reynosa                | 7    | 13 | 1 | 4 | 8 | 11 | 24 | −13  |                             |

 Fuente: SoccerWay

## Grupos

### Grupo 1
| Pos. | Equipo                          | Pts. | PJ | G | E | P | GF | GC | Dif. | Clasificación               |
| ---- | ------------------------------- | ---- | -- | - | - | - | -- | -- | ---- | --------------------------- |
| 1    | Alto Rendimiento Tuzo           | 29   | 13 | 8 | 3 | 2 | 31 | 13 | +18  | Liguilla de copa            |
| 2    | América Coapa                   | 28   | 13 | 8 | 1 | 4 | 23 | 10 | +13  | Liguilla de copa            |
| 3    | Lobos Prepa                     | 27   | 13 | 8 | 1 | 4 | 29 | 21 | +8   | Liguilla de copa            |
| 4    | Selva Cañera                    | 25   | 13 | 7 | 3 | 3 | 31 | 18 | +13  | Liguilla de liga            |
| 5    | Patriotas de Córdoba            | 24   | 13 | 7 | 3 | 3 | 13 | 16 | −3   | Liguilla de liga            |
| 6    | Cuautla                         | 23   | 13 | 6 | 4 | 3 | 19 | 12 | +7   | Liguilla de liga            |
| 7    | Cañoneros de Campeche           | 21   | 13 | 6 | 3 | 4 | 17 | 17 | 0    | Liguilla de liga            |
| 8    | Deportivo Nuevo Chimalhuacán    | 18   | 13 | 3 | 6 | 4 | 19 | 18 | +1   | Liguilla de copa            |
| 9    | Pumas Naucalpan                 | 16   | 13 | 3 | 5 | 5 | 19 | 21 | −2   |                             |
| 10   | Universidad Autónoma de Hidalgo | 13   | 13 | 4 | 0 | 9 | 18 | 23 | −5   |                             |
| 11   | Universidad Michoacana          | 13   | 13 | 3 | 3 | 7 | 16 | 24 | −8   |                             |
| 12   | Alebrijes de Oaxaca "B"         | 12   | 13 | 2 | 5 | 6 | 13 | 31 | −18  |                             |
| 13   | Zitácuaro                       | 11   | 13 | 3 | 2 | 8 | 15 | 27 | −12  | Descenso a Tercera División |
| 14   | Centro Universitario del Fútbol | 10   | 13 | 2 | 3 | 8 | 14 | 26 | −12  |                             |

 Fuente: SoccerWay

### Grupo 2
| Pos. | Equipo                | Pts. | PJ | G | E | P | GF | GC | Dif. | Clasificación    |
| ---- | --------------------- | ---- | -- | - | - | - | -- | -- | ---- | ---------------- |
| 1    | Atlético San Luis "B" | 31   | 13 | 8 | 5 | 0 | 23 | 7  | +16  | Liguilla de liga |
| 2    | Cachorros UANL        | 26   | 13 | 6 | 5 | 2 | 19 | 10 | +9   | Liguilla de copa |
| 3    | La Piedad             | 24   | 12 | 7 | 3 | 2 | 15 | 10 | +5   | Liguilla de liga |
| 4    | Sahuayo               | 24   | 13 | 7 | 2 | 4 | 15 | 13 | +2   | Liguilla de liga |
| 5    | Real Zamora           | 23   | 13 | 5 | 7 | 1 | 19 | 11 | +8   | Liguilla de liga |
| 6    | Chivas Rayadas        | 22   | 13 | 6 | 4 | 3 | 17 | 14 | +3   | Liguilla de copa |
| 7    | Mineros de Fresnillo  | 18   | 13 | 4 | 4 | 5 | 21 | 20 | +1   | Liguilla de copa |
| 8    | Necaxa "B"            | 16   | 12 | 4 | 4 | 4 | 18 | 15 | +3   | Liguilla de copa |
| 9    | Calor                 | 14   | 13 | 4 | 2 | 7 | 18 | 24 | −6   |                  |
| 10   | Correcaminos UAT "B"  | 13   | 13 | 3 | 4 | 6 | 13 | 22 | −9   |                  |
| 11   | Académicos            | 12   | 13 | 2 | 6 | 5 | 10 | 13 | −3   |                  |
| 12   | Deportivo San Juan    | 12   | 13 | 3 | 2 | 8 | 15 | 26 | −11  |                  |
| 13   | Celaya B              | 11   | 13 | 3 | 2 | 8 | 15 | 20 | −5   |                  |
| 14   | Topos de Reynosa      | 7    | 13 | 1 | 4 | 8 | 11 | 24 | −13  |                  |

 Fuente: SoccerWay

## Torneo Regular
- Los horarios son correspondientes al Tiempo del Centro de México (UTC-6 y UTC-5 en horario de verano).

| Garzas UAEH                  | 1-2 | Patriotas                                   | Revolución Mexicana                 | 16 de enero | 10:00 |
| Alto Rendimiento Tuzo        | 5-0 | Alebrijes B                                 | Universidad del Fútbol              | 16 de enero | 10:00 |
| América Coapa                | 1-0 | Centro Universitario del Fútbol             | Instalaciones Club América Cancha 2 | 16 de enero | 11:00 |
| Pumas Naucalpan              | 1-2 | Lobos Prepa                                 | La Cantera                          | 16 de enero | 12:00 |
| Chivas Rayadas               | 2-1 | Necaxa B                                    | Verde Valle                         | 16 de enero | 16:00 |
| Académicos de Atlas          | 1-2 | Archivo:Correcaminos UAT.png Correcaminos B | CECAF                               | 16 de enero | 16:00 |
| Cachorros UANL               | 5-0 | Deportivo San Juan                          | Instalaciones de Zuazua #2          | 17 de enero | 10:00 |
| Atlético San Luis B          | 4-2 | Celaya B                                    | Alfonso Lastras Ramírez             | 17 de enero | 12:00 |
| Calor de San Pedro           | 0-1 | La Piedad                                   | Unidad Deportiva Gómez Palacio      | 17 de enero | 12:00 |
| Zitácuaro                    | 1-1 | Zorros U.M.S.N.H                            | Ignacio López Rayón                 | 17 de enero | 15:00 |
| Deportivo Nuevo Chimalhuacán | 2-2 | Cañoneros                                   | Tepalcates                          | 17 de enero | 16:00 |
| Sahuayo FC                   | 1-3 | Real Zamora                                 | Unidad Deportiva Municipal          | 17 de enero | 16:00 |
| Mineros de Fresnillo         | 1-1 | Topos de Reynosa                            | Unidad Deportiva Minera Fresnillo   | 17 de enero | 19:00 |
| Cuautla                      | 2-0 | Selva Cañera                                | Isidro Gil Tapia                    | 18 de enero | 16:00 |

| Centro Universitario del Fútbol             | 1-2 | Zitácuaro                    | Universidad del Fútbol Cancha 3 | 23 de enero | 11:00 |
| Real Zamora                                 | 2-0 | Calor de San Pedro           | Unidad Deportiva El Chamizal    | 23 de enero | 20:00 |
| Lobos Prepa                                 | 2-0 | Cuautla                      | Olímpico de la BUAP             | 24 de enero | 10:00 |
| Archivo:Correcaminos UAT.png Correcaminos B | 0-2 | Cachorros UANL               | Eugenio Alvizo Porras           | 24 de enero | 10:00 |
| Necaxa B                                    | 1-1 | Atlético San Luis B          | Casa Club Necaxa                | 24 de enero | 11:00 |
| Patriotas                                   | 3-2 | Pumas Naucalpan              | Universidad Cristóbal Colón     | 24 de enero | 15:00 |
| Zorros U.M.S.N.H                            | 1-0 | Garzas UAEH                  | Ciudad Universitaria de Morelia | 24 de enero | 15:00 |
| Cañoneros                                   | 1-0 | Alto Rendimiento Tuzo        | Universitario                   | 24 de enero | 15:00 |
| Topos de Reynosa                            | 1-2 | Chivas Rayadas               | Unidad Deportiva Solidaridad    | 24 de enero | 15:00 |
| Alebrijes B                                 | 0-3 | América Coapa                | Benito Juárez                   | 25 de enero | 12:00 |
| Deportivo San Juan                          | 2-1 | Mineros de Fresnillo         | El Llanito                      | 25 de enero | 12:00 |
| Celaya B                                    | 0-1 | Sahuayo FC                   | Miguel Alemán Valdés            | 25 de enero | 12:00 |
| Selva Cañera                                | 1-0 | Deportivo Nuevo Chimalhuacán | Agustín Coruco Díaz             | 25 de enero | 15:00 |
| La Piedad                                   | 2-1 | Académicos de Atlas          | Juan N. López                   | 25 de enero | 15:00 |

| Garzas UAEH                  | 2-1 | Zitácuaro                                   | Revolución Mexicana                 | 30 de enero  | 10:00 |
| Alto Rendimiento Tuzo        | 1-1 | Selva Cañera                                | Universidad del Fútbol              | 30 de enero  | 10:00 |
| América Coapa                | 1-2 | Cañoneros                                   | Instalaciones Club América Cancha 2 | 30 de enero  | 11:00 |
| Pumas Naucalpan              | 1-1 | Zorros U.M.S.N.H                            | La Cantera                          | 30 de enero  | 12:00 |
| Chivas Rayadas               | 1-0 | Deportivo San Juan                          | Verde Valle                         | 30 de enero  | 16:00 |
| Académicos de Atlas          | 1-1 | Real Zamora                                 | CECAF                               | 31 de enero  | 12:00 |
| Atlético San Luis B          | 2-0 | Topos de Reynosa                            | Alfonso Lastras Ramírez             | 31 de enero  | 12:00 |
| Calor de San Pedro           | 2-1 | Celaya B                                    | Unidad Deportiva Gómez Palacio      | 31 de enero  | 12:00 |
| Deportivo Nuevo Chimalhuacán | 2-4 | Lobos Prepa                                 | Tepalcates                          | 31 de enero  | 16:00 |
| Sahuayo FC                   | 1-3 | Necaxa B                                    | Unidad Deportiva Municipal          | 31 de enero  | 16:00 |
| Mineros de Fresnillo         | 2-0 | Cachorros UANL                              | Unidad Deportiva Minera Fresnillo   | 31 de enero  | 19:00 |
| Alebrijes B                  | 2-2 | Centro Universitario del Fútbol             | Benito Juárez                       | 1 de febrero | 12:00 |
| La Piedad                    | 2-0 | Archivo:Correcaminos UAT.png Correcaminos B | Juan N. López                       | 1 de febrero | 15:00 |
| Cuautla                      | 0-1 | Patriotas                                   | Isidro Gil Tapia                    | 1 de febrero | 16:00 |

| Centro Universitario del Fútbol             | 2-0 | Garzas UAEH                  | Universidad del Fútbol Cancha 3 | 6 de febrero | 11:00 |
| Real Zamora                                 | 0-0 | La Piedad                    | Unidad Deportiva El Chamizal    | 6 de febrero | 20:00 |
| Lobos Prepa                                 | 0-2 | Alto Rendimiento Tuzo        | Olímpico de la BUAP             | 7 de febrero | 10:00 |
| Cachorros UANL                              | 2-2 | Chivas Rayadas               | Instalaciones de Zuazua #2      | 7 de febrero | 10:00 |
| Archivo:Correcaminos UAT.png Correcaminos B | 0-0 | Mineros de Fresnillo         | Eugenio Alvizo Porras           | 7 de febrero | 10:00 |
| Necaxa B                                    | 1-1 | Calor de San Pedro           | Casa Club Necaxa                | 7 de febrero | 11:00 |
| Zitácuaro                                   | 0-0 | Pumas Naucalpan              | Ignacio López Rayón             | 7 de febrero | 15:00 |
| Patriotas                                   | 0-0 | Deportivo Nuevo Chimalhuacán | Universidad Cristóbal Colón     | 7 de febrero | 15:00 |
| Cañoneros                                   | 1-1 | Alebrijes B                  | Universitario                   | 7 de febrero | 15:00 |
| Zorros U.M.S.N.H                            | 0-1 | Cuautla                      | Ciudad Universitaria de Morelia | 7 de febrero | 15:00 |
| Topos de Reynosa                            | 0-2 | Sahuayo FC                   | Unidad Deportiva Solidaridad    | 7 de febrero | 15:00 |
| Deportivo San Juan                          | 1-3 | Atlético San Luis B          | El Llanito                      | 8 de febrero | 12:00 |
| Celaya B                                    | 2-0 | Académicos de Atlas          | Miguel Alemán Valdés            | 8 de febrero | 12:00 |
| Selva Cañera                                | 1-2 | América Coapa                | Agustín Coruco Díaz             | 8 de febrero | 15:00 |

| Alto Rendimiento Tuzo        | 3-0 | Patriotas                                   | Universidad del Fútbol              | 13 de febrero | 10:00 |
| Pumas Naucalpan              | 0-2 | Garzas UAEH                                 | La Cantera                          | 13 de febrero | 10:00 |
| Académicos de Atlas          | 1-2 | Necaxa B                                    | CECAF                               | 13 de febrero | 10:00 |
| América Coapa                | 3-1 | Lobos Prepa                                 | Instalaciones Club América Cancha 2 | 13 de febrero | 11:00 |
| Chivas Rayadas               | 3-1 | Mineros de Fresnillo                        | Verde Valle                         | 13 de febrero | 12:00 |
| Real Zamora                  | 3-0 | Archivo:Correcaminos UAT.png Correcaminos B | Unidad Deportiva El Chamizal        | 13 de febrero | 20:00 |
| Atlético San Luis B          | 2-2 | Cachorros UANL                              | Alfonso Lastras Ramírez             | 14 de febrero | 12:00 |
| Cañoneros                    | 1-0 | Centro Universitario del Fútbol             | Universitario                       | 14 de febrero | 13:00 |
| Calor de San Pedro           | 3-1 | Topos de Reynosa                            | Unidad Deportiva Gómez Palacio      | 14 de febrero | 15:00 |
| Deportivo Nuevo Chimalhuacán | 2-2 | Zorros U.M.S.N.H                            | Tepalcates                          | 14 de febrero | 16:00 |
| Sahuayo FC                   | 3-0 | Deportivo San Juan                          | Unidad Deportiva Municipal          | 14 de febrero | 16:00 |
| Alebrijes B                  | 2-2 | Selva Cañera                                | Benito Juárez                       | 15 de febrero | 12:00 |
| La Piedad                    | 1-0 | Celaya B                                    | Juan N. López                       | 15 de febrero | 15:00 |
| Cuautla                      | 3-2 | Zitácuaro                                   | Isidro Gil Tapia                    | 15 de febrero | 16:00 |

| Garzas UAEH                                 | 1-0 | Cuautla                      | Revolución Mexicana               | 20 de febrero | 10:00 |
| Lobos Prepa                                 | 2-0 | Alebrijes B                  | Olímpico de la BUAP               | 21 de febrero | 10:00 |
| Archivo:Correcaminos UAT.png Correcaminos B | 0-1 | Chivas Rayadas               | Eugenio Alvizo Porras             | 21 de febrero | 10:00 |
| Cachorros UANL                              | 2-0 | Sahuayo FC                   | Instalaciones de Zuazua #2        | 21 de febrero | 10:00 |
| Necaxa B                                    | 1-1 | La Piedad                    | Casa Club Necaxa                  | 21 de febrero | 11:00 |
| Zorros U.M.S.N.H                            | 2-4 | Alto Rendimiento Tuzo        | Ciudad Universitaria de Morelia   | 21 de febrero | 15:00 |
| Zitácuaro                                   | 0-1 | Deportivo Nuevo Chimalhuacán | Ignacio López Rayón               | 21 de febrero | 15:00 |
| Patriotas                                   | 1-0 | América Coapa                | Universidad Cristóbal Colón       | 21 de febrero | 15:00 |
| Topos de Reynosa                            | 1-1 | Académicos de Atlas          | Unidad Deportiva Solidaridad      | 21 de febrero | 15:00 |
| Mineros de Fresnillo                        | 1-3 | Atlético San Luis B          | Unidad Deportiva Minera Fresnillo | 21 de febrero | 19:00 |
| Deportivo San Juan                          | 3-1 | Calor de San Pedro           | El Llanito                        | 22 de febrero | 12:00 |
| Celaya B                                    | 0-1 | Real Zamora                  | Miguel Alemán Valdés              | 22 de febrero | 12:00 |
| Selva Cañera                                | 3-1 | Cañoneros                    | Agustín Coruco Díaz               | 22 de febrero | 15:00 |
| Centro Universitario del Fútbol             | 2-2 | Pumas Naucalpan              | Universidad del Fútbol Cancha 3   | 25 de febrero | 11:00 |

| Alto Rendimiento Tuzo        | 6-1 | Zitácuaro                                   | Universidad del Fútbol              | 27 de febrero | 10:00 |
| Académicos de Atlas          | 0-0 | Deportivo San Juan                          | CECAF                               | 27 de febrero | 10:00 |
| América Coapa                | 4-0 | Zorros U.M.S.N.H                            | Instalaciones Club América Cancha 2 | 27 de febrero | 11:00 |
| Real Zamora                  | 3-1 | Necaxa B                                    | Unidad Deportiva El Chamizal        | 27 de febrero | 20:00 |
| Atlético San Luis B          | 2-0 | Chivas Rayadas                              | Alfonso Lastras Ramírez             | 28 de febrero | 12:00 |
| Cañoneros                    | 2-1 | Lobos Prepa                                 | Universitario                       | 28 de febrero | 13:00 |
| Calor de San Pedro           | 1-1 | Cachorros UANL                              | Unidad Deportiva Gómez Palacio      | 28 de febrero | 15:00 |
| Deportivo Nuevo Chimalhuacán | 2-0 | Garzas UAEH                                 | Tepalcates                          | 28 de febrero | 16:00 |
| Sahuayo FC                   | 2-1 | Mineros de Fresnillo                        | Unidad Deportiva Municipal          | 28 de febrero | 16:00 |
| Alebrijes B                  | 1-1 | Patriotas                                   | Benito Juárez                       | 1 de marzo    | 12:00 |
| Celaya B                     | 1-1 | Archivo:Correcaminos UAT.png Correcaminos B | Miguel Alemán Valdés                | 1 de marzo    | 12:00 |
| Selva Cañera                 | 6-2 | Centro Universitario del Fútbol             | Agustín Coruco Díaz                 | 1 de marzo    | 15:00 |
| La Piedad                    | 2-0 | Topos de Reynosa                            | Juan N. López                       | 1 de marzo    | 15:00 |
| Cuautla                      | 1-0 | Pumas Naucalpan                             | Isidro Gil Tapia                    | 1 de marzo    | 16:00 |

| Garzas UAEH                                 | 1-2 | Alto Rendimiento Tuzo        | Revolución Mexicana               | 6 de marzo | 10:00 |
| Pumas Naucalpan                             | 1-1 | Deportivo Nuevo Chimalhuacán | La Cantera                        | 6 de marzo | 10:00 |
| Chivas Rayadas                              | 0-1 | Sahuayo FC                   | Verde Valle                       | 6 de marzo | 12:00 |
| Centro Universitario del Fútbol             | 0-2 | Cuautla                      | Universidad del Fútbol Cancha 3   | 6 de marzo | 15:00 |
| Zorros U.M.S.N.H                            | 0-1 | Alebrijes B                  | Ciudad Universitaria de Morelia   | 6 de marzo | 16:00 |
| Lobos Prepa                                 | 4-3 | Selva Cañera                 | Olímpico de la BUAP               | 7 de marzo | 10:00 |
| Cachorros UANL                              | 0-1 | Académicos de Atlas          | Instalaciones de Zuazua #2        | 7 de marzo | 10:00 |
| Archivo:Correcaminos UAT.png Correcaminos B | 0-0 | Atlético San Luis B          | Eugenio Alvizo Porras             | 7 de marzo | 10:00 |
| Necaxa B                                    | 3-0 | Celaya B                     | Casa Club Necaxa                  | 7 de marzo | 11:00 |
| Patriotas                                   | 1-0 | Cañoneros                    | Universidad Cristóbal Colón       | 7 de marzo | 15:00 |
| Zitácuaro                                   | 1-0 | América Coapa                | Ignacio López Rayón               | 7 de marzo | 15:00 |
| Topos de Reynosa                            | 2-2 | Real Zamora                  | Unidad Deportiva Solidaridad      | 7 de marzo | 15:00 |
| Mineros de Fresnillo                        | 4-1 | Calor de San Pedro           | Unidad Deportiva Minera Fresnillo | 7 de marzo | 19:00 |
| Deportivo San Juan                          | 0-1 | La Piedad                    | El Llanito                        | 8 de marzo | 12:00 |

| Alto Rendimiento Tuzo        | 3-4 | Pumas Naucalpan                             | Universidad del Fútbol              | 13 de marzo | 10:00 |
| Académicos de Atlas          | 1-1 | Mineros de Fresnillo                        | CECAF                               | 13 de marzo | 10:00 |
| América Coapa                | 3-2 | Garzas UAEH                                 | Instalaciones Club América Cancha 2 | 13 de marzo | 11:00 |
| Real Zamora                  | 2-2 | Deportivo San Juan                          | Unidad Deportiva El Chamizal        | 13 de marzo | 20:00 |
| Necaxa B                     | 1-1 | Archivo:Correcaminos UAT.png Correcaminos B | Casa Club Necaxa                    | 14 de marzo | 11:00 |
| Cañoneros                    | 2-1 | Zorros U.M.S.N.H                            | Universitario                       | 14 de marzo | 13:00 |
| Calor de San Pedro           | 3-2 | Chivas Rayadas                              | Unidad Deportiva Gómez Palacio      | 14 de marzo | 15:00 |
| Deportivo Nuevo Chimalhuacán | 3-3 | Cuautla                                     | Tepalcates                          | 14 de marzo | 16:00 |
| Sahuayo FC                   | 1-1 | Atlético San Luis B                         | Unidad Deportiva Municipal          | 14 de marzo | 16:00 |
| Lobos Prepa                  | 4-2 | Centro Universitario del Fútbol             | Olímpico de la BUAP                 | 15 de marzo | 10:00 |
| Alebrijes B                  | 4-2 | Zitácuaro                                   | Benito Juárez                       | 15 de marzo | 12:00 |
| Selva Cañera                 | 3-0 | Patriotas                                   | Agustín Coruco Díaz                 | 15 de marzo | 15:00 |
| La Piedad                    | 0-1 | Cachorros UANL                              | Juan N. López                       | 15 de marzo | 15:00 |
| Celaya B                     | 3-0 | Topos de Reynosa                            | Miguel Alemán Valdés                | 1 de abril  | 20:00 |

| Garzas UAEH                                 | 5-0 | Alebrijes B                  | Revolución Mexicana               | 20 de marzo | 10:00 |
| Pumas Naucalpan                             | 0-3 | América Coapa                | La Cantera                        | 20 de marzo | 10:00 |
| Centro Universitario del Fútbol             | 0-4 | Deportivo Nuevo Chimalhuacán | Universidad del Fútbol Cancha 3   | 20 de marzo | 11:00 |
| Chivas Rayadas                              | 0-0 | Académicos de Atlas          | Verde Valle                       | 20 de marzo | 12:00 |
| Zorros U.M.S.N.H                            | 1-4 | Selva Cañera                 | Ciudad Universitaria de Morelia   | 20 de marzo | 16:00 |
| Cachorros UANL                              | 1-1 | Real Zamora                  | Instalaciones de Zuazua #2        | 21 de marzo | 10:00 |
| Atlético San Luis B                         | 2-0 | Calor de San Pedro           | Alfonso Lastras Ramírez           | 21 de marzo | 12:00 |
| Topos de Reynosa                            | 2-1 | Necaxa B                     | Unidad Deportiva Solidaridad      | 21 de marzo | 14:00 |
| Patriotas                                   | 0-0 | Lobos Prepa                  | Universidad Cristóbal Colón       | 21 de marzo | 15:00 |
| Zitácuaro                                   | 2-0 | Cañoneros                    | Ignacio López Rayón               | 21 de marzo | 15:00 |
| Mineros de Fresnillo                        | 3-2 | La Piedad                    | Unidad Deportiva Minera Fresnillo | 21 de marzo | 19:00 |
| Deportivo San Juan                          | 1-2 | Celaya B                     | El Llanito                        | 22 de marzo | 12:00 |
| Cuautla                                     | 1-1 | Alto Rendimiento Tuzo        | Isidro Gil Tapia                  | 22 de marzo | 16:00 |
| Archivo:Correcaminos UAT.png Correcaminos B | 1-2 | Sahuayo FC                   | Eugenio Alvizo Porras             | 25 de marzo | 15:00 |

| Alto Rendimiento Tuzo | 2-1 | Deportivo Nuevo Chimalhuacán                | Universidad del Fútbol              | 27 de marzo | 10:00 |
| Académicos de Atlas   | 0-1 | Atlético San Luis B                         | CECAF                               | 27 de marzo | 10:00 |
| América Coapa         | 0-0 | Cuautla                                     | Instalaciones Club América Cancha 2 | 27 de marzo | 11:00 |
| Real Zamora           | 0-2 | Mineros de Fresnillo                        | Unidad Deportiva El Chamizal        | 27 de marzo | 20:00 |
| Topos de Reynosa      | 1-2 | Archivo:Correcaminos UAT.png Correcaminos B | Unidad Deportiva Solidaridad        | 28 de marzo | 9:00  |
| Lobos Prepa           | 2-3 | Zorros U.M.S.N.H                            | Olímpico de la BUAP                 | 28 de marzo | 10:00 |
| Necaxa B              | 2-1 | Deportivo San Juan                          | Casa Club Necaxa                    | 28 de marzo | 11:00 |
| Patriotas             | 1-0 | Centro Universitario del Fútbol             | Universidad Cristóbal Colón         | 28 de marzo | 15:00 |
| Cañoneros             | 3-0 | Garzas UAEH                                 | Universitario                       | 28 de marzo | 15:00 |
| Calor de San Pedro    | 0-1 | Sahuayo FC                                  | Unidad Deportiva Gómez Palacio      | 28 de marzo | 15:00 |
| Alebrijes B           | 1-3 | Pumas Naucalpan                             | Benito Juárez                       | 29 de marzo | 12:00 |
| Celaya B              | 0-1 | Cachorros UANL                              | Miguel Alemán Valdés                | 29 de marzo | 12:00 |
| Selva Cañera          | 3-0 | Zitácuaro                                   | Agustín Coruco Díaz                 | 29 de marzo | 15:00 |
| La Piedad             | 1-1 | Chivas Rayadas                              | Juan N. López                       | 29 de marzo | 15:00 |

| Alto Rendimiento Tuzo        | 1-1 | Centro Universitario del Fútbol             | Universidad del Fútbol            | 3 de abril | 10:00 |
| Garzas UAEH                  | 2-3 | Selva Cañera                                | Revolución Mexicana               | 3 de abril | 10:00 |
| Pumas Naucalpan              | 4-1 | Cañoneros                                   | La Cantera                        | 3 de abril | 10:00 |
| Chivas Rayadas               | 1-1 | Real Zamora                                 | Verde Valle                       | 3 de abril | 12:00 |
| Zorros U.M.S.N.H             | 4-0 | Patriotas                                   | Ciudad Universitaria de Morelia   | 3 de abril | 16:00 |
| Cachorros UANL               | 1-0 | Necaxa B                                    | Instalaciones de Zuazua #2        | 4 de abril | 10:00 |
| Zitácuaro                    | 1-3 | Lobos Prepa                                 | Ignacio López Rayón               | 4 de abril | 15:00 |
| Calor de San Pedro           | 5-2 | Archivo:Correcaminos UAT.png Correcaminos B | Unidad Deportiva Gómez Palacio    | 4 de abril | 15:00 |
| Deportivo Nuevo Chimalhuacán | 1-3 | América Coapa                               | Tepalcates                        | 4 de abril | 16:00 |
| Sahuayo FC                   | 0-0 | Académicos de Atlas                         | Unidad Deportiva Municipal        | 4 de abril | 16:00 |
| Mineros de Fresnillo         | 3-3 | Celaya B                                    | Unidad Deportiva Minera Fresnillo | 4 de abril | 19:00 |
| Atlético San Luis B          | 3-0 | La Piedad                                   | Alfonso Lastras Ramírez           | 5 de abril | 12:00 |
| Deportivo San Juan           | 2-1 | Topos de Reynosa                            | El Llanito                        | 5 de abril | 12:00 |
| Cuautla                      | 5-1 | Alebrijes B                                 | Isidro Gil Tapia                  | 5 de abril | 15:00 |

| Académicos de Atlas                         | 3-1 | Calor de San Pedro           | CECAF                               | 10 de abril | 10:00 |
| América Coapa                               | 0-1 | Alto Rendimiento Tuzo        | Instalaciones Club América Cancha 2 | 10 de abril | 10:00 |
| Centro Universitario del Fútbol             | 2-0 | Zorros U.M.S.N.H             | Universidad del Fútbol Cancha 3     | 10 de abril | 11:00 |
| Topos de Reynosa                            | 1-1 | Cachorros UANL               | Unidad Deportiva Solidaridad        | 10 de abril | 12:00 |
| Selva Cañera                                | 1-1 | Pumas Naucalpan              | Agustín Coruco Díaz                 | 10 de abril | 18:00 |
| Real Zamora                                 | 0-0 | Atlético San Luis B          | Unidad Deportiva El Chamizal        | 10 de abril | 20:00 |
| Lobos Prepa                                 | 4-2 | Garzas UAEH                  | Olímpico de la BUAP                 | 11 de abril | 10:00 |
| Archivo:Correcaminos UAT.png Correcaminos B | 4-3 | Deportivo San Juan           | Eugenio Alvizo Porras               | 11 de abril | 10:00 |
| Necaxa B                                    | 2-1 | Mineros de Fresnillo         | Casa Club Necaxa                    | 11 de abril | 11:00 |
| Alebrijes B                                 | 0-0 | Deportivo Nuevo Chimalhuacán | Benito Juárez                       | 11 de abril | 12:00 |
| Celaya B                                    | 1-2 | Chivas Rayadas               | Miguel Alemán Valdés                | 11 de abril | 12:00 |
| Patriotas                                   | 3-2 | Zitácuaro                    | Universidad Cristóbal Colón         | 11 de abril | 15:00 |
| Cañoneros                                   | 1-1 | Cuautla                      | Universitario                       | 11 de abril | 15:00 |
| La Piedad                                   | 2-0 | Sahuayo FC                   | Juan N. López                       | 11 de abril | 16:00 |

## Goleadores
| Luis Arellano                             | Lobos Prepa             | 11 |
| Arelibetsiel Hernández                    | Atlético San Luis B     | 10 |
| Carlos Garín                              | Selva Cañera            | 9  |
| Jorge Luis Pastrana                       | Selva Cañera            | 9  |
| Ricardo Álvarez Arce                      | Alto Rendimiento Tuzo   | 7  |
| David Martínez                            | Pumas Naucalpan         | 7  |
| Juan Blanco                               | Mineros de Fresnillo FC | 6  |
| Rubén Cortes Campos                       | Alto Rendimiento Tuzo   | 6  |
| Rafael Jurado                             | Cuautla                 | 6  |
| Última actualización: 12 de abril de 2015 |                         |    |

| Jugador            | Equipo                | Autogoles |
| ------------------ | --------------------- | --------- |
| Alan Vidal         | Selva Cañera          | 1         |
| Juan Ávalos Vargas | Cañoneros de Campeche | 1         |

### Tripletas, póqueres o más
A continuación se detallan los tripletes conseguidos a lo largo de la temporada.
| Fecha     | Jugador             | Goles           | Local                 |  | Resultado |  | Visitante                       | Rep. |
| --------- | ------------------- | --------------- | --------------------- |  | --------- |  | ------------------------------- | ---- |
| 27-2-2015 | Juan Pablo Fassi    | 28' · 42' · 62' | Alto Rendimiento Tuzo |  | 6:1       |  | Potros Zitácuaro                |      |
| 1-3-2015  | Jorge Luis Pastrana | 24' · 58' · 79' | Selva Cañera          |  | 6:2       |  | Centro Universitario del Fútbol |      |

## Tabla de promedios
| Posición | Equipo                         | Puntos | Juegos | Cociente |
| -------- | ------------------------------ | ------ | ------ | -------- |
| 1        | America Coapa                  | 55     | 25     | 2.2      |
| 2        | Selva Cañera                   | 54     | 25     | 2.16     |
| 3        | Atlético San Luis B            | 53     | 25     | 2.12     |
| 4        | Alto Rendimiento Tuzo          | 53     | 25     | 2.12     |
| 5        | Cachorros UANL                 | 46     | 25     | 1.84     |
| 6        | Chivas Rayadas                 | 45     | 25     | 1.8      |
| 7        | Lobos Prepa                    | 42     | 25     | 1.68     |
| 8        | Pumas Naucalpan                | 42     | 25     | 1.68     |
| 9        | Sahuayo FC                     | 42     | 25     | 1.68     |
| 10       | Mineros de Fresnillo           | 40     | 25     | 1.6      |
| 11       | Real Zamora                    | 40     | 25     | 1.6      |
| 12       | La Piedad                      | 39     | 25     | 1.56     |
| 13       | Patriotas de Córdoba           | 38     | 25     | 1.52     |
| 14       | Académicos de Atlas            | 38     | 25     | 1.52     |
| 15       | Cuautla                        | 37     | 25     | 1.48     |
| 16       | Necaxa B                       | 37     | 25     | 1.48     |
| 17       | U.M.S.N.H                      | 34     | 25     | 1.36     |
| 18       | Garzas U.A Hidalgo             | 34     | 25     | 1.36     |
| 19       | Deportivo Nuevo Chimalhuacán   | 34     | 25     | 1.36     |
| 20       | Cañoneros de Campeche          | 29     | 25     | 1.16     |
| 21       | U.A Tamaulipas                 | 29     | 25     | 1.16     |
| 22       | Celaya B                       | 29     | 25     | 1.16     |
| 23       | Calor de Gómez Palacio         | 28     | 25     | 1.12     |
| 24       | Topos de Reynosa               | 27     | 25     | 1.08     |
| 25       | Centro Universitario de Fútbol | 26     | 25     | 1.04     |
| 26       | Alebrijes B                    | 21     | 25     | 0.84     |
| 27       | Deportivo San Juan             | 16     | 25     | 0.64     |
| 28       | Potros Zitácuaro               | 16     | 25     | 0.64     |

- Nota: Para esta temporada no hay descenso a Tercera División.

## Liguilla
|  | Cuartos de final                                 | Cuartos de final                                 | Cuartos de final                                 |   |                   | Semifinales                                      | Semifinales                                      | Semifinales                                      |  |  | Final                                | Final                                | Final                                |
|  | 15 y 16 de abril (Ida) 18 y 19 de abril (Vuelta) | 15 y 16 de abril (Ida) 18 y 19 de abril (Vuelta) | 15 y 16 de abril (Ida) 18 y 19 de abril (Vuelta) |   |                   | 22 y 23 de abril (Ida) 25 y 26 de abril (Vuelta) | 22 y 23 de abril (Ida) 25 y 26 de abril (Vuelta) | 22 y 23 de abril (Ida) 25 y 26 de abril (Vuelta) |  |  | 29 de abril (Ida) 2 de mayo (Vuelta) | 29 de abril (Ida) 2 de mayo (Vuelta) | 29 de abril (Ida) 2 de mayo (Vuelta) |
|  |                                                  |                                                  |                                                  |   |                   |                                                  |                                                  |                                                  |  |  |                                      |                                      |                                      |
|  | Atlético San Luis                                | 0                                                | 5                                                |   |                   |                                                  |                                                  |                                                  |  |  |                                      |                                      |                                      |
|  | Cañoneros                                        | 0                                                | 0                                                |   |                   |                                                  |                                                  |                                                  |  |  |                                      |                                      |                                      |
|  | Cañoneros                                        | 0                                                | 0                                                |   | Atlético San Luis | 1                                                | 3                                                |                                                  |  |  |                                      |                                      |                                      |
|  |                                                  |                                                  |                                                  |   | Atlético San Luis | 1                                                | 3                                                |                                                  |  |  |                                      |                                      |                                      |
|  |                                                  | Real Zamora                                      | 1                                                | 2 |                   |                                                  |                                                  |                                                  |  |  |                                      |                                      |                                      |
|  | La Piedad                                        | Real Zamora                                      | 1                                                | 2 | 1                 | 0                                                |                                                  |                                                  |  |  |                                      |                                      |                                      |
|  | La Piedad                                        |                                                  |                                                  |   | 1                 | 0                                                |                                                  |                                                  |  |  |                                      |                                      |                                      |
|  | Real Zamora                                      | 2                                                | 1                                                |   |                   |                                                  |                                                  |                                                  |  |  |                                      |                                      |                                      |
|  |                                                  |                                                  |                                                  |   |                   |                                                  |                                                  |                                                  |  |  | Atlético San Luis                    | 0                                    | 1 (3)                                |
|  |                                                  |                                                  | Sahuayo                                          | 0 | 1 (4)             |                                                  |                                                  |                                                  |  |  |                                      |                                      |                                      |
|  | Selva Cañera                                     | 2                                                | 2                                                |   |                   |                                                  |                                                  |                                                  |  |  |                                      |                                      |                                      |
|  | Cuautla                                          | 1                                                | 3                                                |   |                   |                                                  |                                                  |                                                  |  |  |                                      |                                      |                                      |
|  | Cuautla                                          | 1                                                | 3                                                |   | Selva Cañera      | 0                                                | 1                                                |                                                  |  |  |                                      |                                      |                                      |
|  |                                                  |                                                  |                                                  |   | Selva Cañera      | 0                                                | 1                                                |                                                  |  |  |                                      |                                      |                                      |
|  |                                                  | Sahuayo                                          | 3                                                | 0 |                   |                                                  |                                                  |                                                  |  |  |                                      |                                      |                                      |
|  | Sahuayo                                          | Sahuayo                                          | 3                                                | 0 | 1                 | 0                                                |                                                  |                                                  |  |  |                                      |                                      |                                      |
|  | Sahuayo                                          |                                                  |                                                  |   | 1                 | 0                                                |                                                  |                                                  |  |  |                                      |                                      |                                      |
|  | Patriotas                                        | 1                                                | 0                                                |   |                   |                                                  |                                                  |                                                  |  |  |                                      |                                      |                                      |

### Cuartos de final
| 16 de abril, 16:00 | Cañoneros | 0:0     | Atlético San Luis | Estadio Universitario, Campeche |                              |
|                    |           | Reporte |                   | Asistencia: 300 espectadores    | Asistencia: 300 espectadores |

| 19 de abril, 16:00                                                 | Atlético San Luis                                                     | 5:0     | Cañoneros | Estadio Alfonso Lastras Ramírez, San Luis Potosí |                              |
|                                                                    | A. Hernández 6', 27' · J. Cinco 10' · R. Franco 28' · J. Meléndez 83' | Reporte |           | Asistencia: 200 espectadores                     | Asistencia: 200 espectadores |
| Con marcador global de 5-0, Atlético San Luis avanza a semifinales |                                                                       |         |           |                                                  |                              |

| 16 de abril, 20:00 | Real Zamora                     | 2:1     | La Piedad        | Unidad Deportiva El Chamizal, Zamora |                                |
|                    | J. Zarate 62' · J. Espinoza 79' | Reporte | A. Cervantes 49' | Asistencia: 4,500 espectadores       | Asistencia: 4,500 espectadores |

| 19 de abril, 16:00                                           | La Piedad | 0:1     | Real Zamora  | Estadio Juan Nepomuceno López, La Piedad |                                |
|                                                              |           | Reporte | B. Rosas 77' | Asistencia: 5,000 espectadores           | Asistencia: 5,000 espectadores |
| Con marcador global de 3-1, Real Zamora avanza a semifinales |           |         |              |                                          |                                |

| 15 de abril, 16:00 | Cuautla       | 1:2     | Selva Cañera                    | Estadio Isidro Gil Tapia, Cuautla |                                |
|                    | R. Jurado 70' | Reporte | C. Garín 16' · A. Hernández 81' | Asistencia: 3,000 espectadores    | Asistencia: 3,000 espectadores |

| 18 de abril, 17:00                                                                                            | Selva Cañera            | 2:3     | Cuautla                             | Estadio Agustín Coruco Díaz, Zacatepec |                                |
| | Ricardo Jurado 35', 54' | Reporte | Rafael Jurado 7', 90' · S. Meza 84' | Asistencia: 2,000 espectadores         | Asistencia: 2,000 espectadores |
| Pese a empatar 4-4 en el marcador global, Selva Cañera avanza a semifinales por su mejor posición en la tabla |                         |         |                                     |                                        |                                |

| 15 de abril, 16:00 | Patriotas      | 1:1     | Sahuayo      | Universidad Cristóbal Colón Calasanz, Boca del Río |                              |
|                    | J. Cabrera 45' | Reporte | C. Valle 21' | Asistencia: 100 espectadores                       | Asistencia: 100 espectadores |

| 18 de abril, 17:00                                                                                       | Sahuayo | 0:0     | Patriotas | Unidad Deportiva Municipal, Sahuayo |                                |
| |         | Reporte |           | Asistencia: 1,000 espectadores      | Asistencia: 1,000 espectadores |
| Pese a empatar 1-1 en el marcador global, Sahuayo avanza a semifinales por su mejor posición en la tabla |         |         |           |                                     |                                |

### Semifinales
| 23 de abril, 20:00 | Real Zamora     | 1:1     | Atlético San Luis | Unidad Deportiva El Chamizal, Zamora |                                |
|                    | J. Espinoza 87' | Reporte | A. Hernández 28'  | Asistencia: 4,500 espectadores       | Asistencia: 4,500 espectadores |

| 26 de abril, 12:00                                              | Atlético San Luis                    | 3:2     | Real Zamora                    | Estadio Alfonso Lastras Ramírez, San Luis Potosí |                              |
|                                                                 | H. Guerrero 31', 54' · G. Lozano 43' | Reporte | B. Rosas 25' · J. Espinoza 45' | Asistencia: 600 espectadores                     | Asistencia: 600 espectadores |
| Con marcador global de 4-3, Atlético San Luis avanza a la final |                                      |         |                                |                                                  |                              |

| 23 de abril, 17:00 | Sahuayo                             | 3:0     | Selva Cañera | Unidad Deportiva Municipal, Sahuayo |                                |
|                    | A. Chavarría 6' · J. Piñón 27', 57' | Reporte |              | Asistencia: 1,000 espectadores      | Asistencia: 1,000 espectadores |

| 26 de abril, 17:00                                    | Selva Cañera    | 1:0     | Sahuayo | Estadio Agustín Coruco Díaz, Zacatepec |                                |
|                                                       | J. Pastrana 20' | Reporte |         | Asistencia: 2,000 espectadores         | Asistencia: 2,000 espectadores |
| Con marcador global de 3-1, Sahuayo avanza a la final |                 |         |         |                                        |                                |

### Final
| 30 de abril, 17:00 | Sahuayo | 0:0     | Atlético San Luis | Unidad Deportiva Municipal, Sahuayo |                                |
|                    |         | Reporte |                   | Asistencia: 1,000 espectadores      | Asistencia: 1,000 espectadores |

| 3 de mayo, 12:00 | Atlético San Luis | 1:1 (3:4 t.p.) | Sahuayo      | Estadio Alfonso Lastras Ramírez, San Luis Potosí |                                |
| | J. Cinco 83'      | Reporte        | J. Piñón 50' | Asistencia: 3,000 espectadores                   | Asistencia: 3,000 espectadores |
| Pese a empatar 1-1 en el marcador global, Sahuayo es campeón del Torneo Clausura 2015 tras ganar 4-3 en tanda de penales |                   |                |              |                                                  |                                |

|                            |
| Sahuayo Campeón 1º título. |

### Liguilla de Copa
|  | Cuartos de final                                 | Cuartos de final                                 | Cuartos de final                                 |   |                       | Semifinales                                      | Semifinales                                      | Semifinales                                      |  |  | Final                                | Final                                | Final                                |
|  | 15 y 16 de abril (Ida) 18 y 19 de abril (Vuelta) | 15 y 16 de abril (Ida) 18 y 19 de abril (Vuelta) | 15 y 16 de abril (Ida) 18 y 19 de abril (Vuelta) |   |                       | 22 y 23 de abril (Ida) 25 y 26 de abril (Vuelta) | 22 y 23 de abril (Ida) 25 y 26 de abril (Vuelta) | 22 y 23 de abril (Ida) 25 y 26 de abril (Vuelta) |  |  | 30 de abril (Ida) 3 de mayo (Vuelta) | 30 de abril (Ida) 3 de mayo (Vuelta) | 30 de abril (Ida) 3 de mayo (Vuelta) |
|  |                                                  |                                                  |                                                  |   |                       |                                                  |                                                  |                                                  |  |  |                                      |                                      |                                      |
|  | América Coapa                                    | 1                                                | 2                                                |   |                       |                                                  |                                                  |                                                  |  |  |                                      |                                      |                                      |
|  | Mineros (Fresnillo)                              | 0                                                | 1                                                |   |                       |                                                  |                                                  |                                                  |  |  |                                      |                                      |                                      |
|  | Mineros (Fresnillo)                              | 0                                                | 1                                                |   | América Coapa         | 2                                                | 2                                                |                                                  |  |  |                                      |                                      |                                      |
|  |                                                  |                                                  |                                                  |   | América Coapa         | 2                                                | 2                                                |                                                  |  |  |                                      |                                      |                                      |
|  |                                                  | Lobos Prepa                                      | 0                                                | 1 |                       |                                                  |                                                  |                                                  |  |  |                                      |                                      |                                      |
|  | Lobos Prepa                                      | Lobos Prepa                                      | 0                                                | 1 | 2                     | 1                                                |                                                  |                                                  |  |  |                                      |                                      |                                      |
|  | Lobos Prepa                                      |                                                  |                                                  |   | 2                     | 1                                                |                                                  |                                                  |  |  |                                      |                                      |                                      |
|  | Necaxa                                           | 1                                                | 1                                                |   |                       |                                                  |                                                  |                                                  |  |  |                                      |                                      |                                      |
|  |                                                  |                                                  |                                                  |   |                       |                                                  |                                                  |                                                  |  |  | América Coapa                        | 4                                    | 1                                    |
|  |                                                  |                                                  | Alto Rendimiento Tuzo                            | 1 | 1                     |                                                  |                                                  |                                                  |  |  |                                      |                                      |                                      |
|  | Alto Rendimiento Tuzo                            | 4                                                | 5                                                |   |                       |                                                  |                                                  |                                                  |  |  |                                      |                                      |                                      |
|  | Deportivo Nuevo Chimalhuacán                     | 3                                                | 1                                                |   |                       |                                                  |                                                  |                                                  |  |  |                                      |                                      |                                      |
|  | Deportivo Nuevo Chimalhuacán                     | 3                                                | 1                                                |   | Alto Rendimiento Tuzo | 1                                                | 2                                                |                                                  |  |  |                                      |                                      |                                      |
|  |                                                  |                                                  |                                                  |   | Alto Rendimiento Tuzo | 1                                                | 2                                                |                                                  |  |  |                                      |                                      |                                      |
|  |                                                  | Cachorros UANL                                   | 0                                                | 2 |                       |                                                  |                                                  |                                                  |  |  |                                      |                                      |                                      |
|  | Cachorros UANL                                   | Cachorros UANL                                   | 0                                                | 2 | 1                     | 3                                                |                                                  |                                                  |  |  |                                      |                                      |                                      |
|  | Cachorros UANL                                   |                                                  |                                                  |   | 1                     | 3                                                |                                                  |                                                  |  |  |                                      |                                      |                                      |
|  | Chivas Rayadas                                   | 1                                                | 0                                                |   |                       |                                                  |                                                  |                                                  |  |  |                                      |                                      |                                      |

|                                  |
| América Coapa Campeón 2º título. |

- América Coapa se convirtieron en el campeón de Campeones en Automático, al ganar las 2 ediciones, el Apertura 2014 y el Clausura 2015.